# Koziołek skalny
Koziołek skalny (Oreotragus oreotragus) – gatunek ssaka z podrodziny antylop (Antilopinae) w obrębie rodziny wołowatych (Bovidae), często spotykana w ogrodach zoologicznych. Jest jedynym przedstawicielem rodzaju koziołek (Oreotragus).

## Systemayka
Niektóre ujęcia systematyczne traktują podgatunki O. oreotragus jako odrębne gatunki.

## Zasięg występowania i biotop
Zarośla górskie w środkowej, zachodniej i południowej Afryce zamieszkując w zależności od podgatunku:
- O. oreotragus oreotragus – południowy Prowincja Przylądkowa Północna, Prowincja Przylądkowa Zachodnia i Prowincja Przylądkowa Wschodnia, Południowa Afryka.
- O. oreotragus transvaalensis – KwaZulu-Natal i dawny Transwal, Południowa Afryka, Eswatini, południowo-wschodnie Zimbabwe i prawdopodobnie sąsiadujące okręgi w Botswanie i Mozambiku.
- O. oreotragus stevensoni – suche obszary w zachodnim Zimbabwe oraz w północnej i wschodniej Botswanie.
- O. oreotragus tyleri – południowo-zachodnia Angola i Namibia na południe do północnej Południowej Afryki.
- O. oreotragus centralis – południowo-zachodnia Tanzania, południowo-wschodnia Demokratyczna Republika Konga (Katanga), Zambia (w tym obszary rzeki Luangwa), północne Malawi i północne Zimbabwe.
- O. oreotragus aceratos – południowa Tanzania (na południe od rzeki Rufidżi) i Mozambik (na północ od rzeki Zambezi)
- O. oreotragus schillingsi – Kenia, na południe od góry Kenia, na zachód do Dodoth Hills (Uganda) i na południe do jeziora Rukwa w Tanzanii.
- O. oreotragus aureus – Wyżyna Kenijska i północna część rzeki Ewaso Ng’iro, od zachodu przez północną Kenię i region Ankole w południowo-zachodniej Ugandzie.
- O. oreotragus saltatrixoides – Etiopia, na południe do jeziora Rudolfa i na wschód do Harer.
- O. oreotragus somalicus – północny Sudan przez Erytreę i północną Somalię do północnej Etiopii.
- O. oreotragus porteousi – koziołek zachodni[9] – płaskowyż Dżos w środkowej Nigerii; populacja w Republice Środkowoafrykańskiej może, ale nie musi należeć do O. porteousi.

## Charakterystyka
| Podstawowe dane           | Podstawowe dane |
| ------------------------- | --------------- |
| Długość ciała (bez ogona) | 74–100 cm       |
| Wysokość w kłębie         | 41,9–57 cm      |
| Długość ogona             | 6–10,3 cm       |
| Długość ucha              | 2,7–12 cm       |
| Długość tylnej stopy      | 18,5–24 cm      |
| Długość rogów             | 7,4–12,7 cm     |
| Masa ciała                | 5–15,9 kg       |
| Dojrzałość płciowa        | ok. 1 roku      |
| Ciąża                     | 7 miesięcy      |
| Liczba młodych w miocie   | 1               |
| Długość życia             | do 15 lat       |

Ciało szare, brązowe lub żółtawooliwkowe z licznymi cętkami na grzbiecie. Mają duże oczy i uszy. Dorastające do 16 cm długości rogi, typowe dla samców, spotykane są również u samic podgatunku ze wschodniej Tanzanii. Koziołki skalne charakteryzują się pionowym ustawieniem racic, co znacznie ułatwia im poruszanie się po skalistym terenie. Wykazują aktywność wczesnym rankiem i późnym popołudniem. Są gatunkiem monogamicznym. Pary zajmują stałe terytorium, którego zdecydowanie bronią. W walkach uczestniczą zarówno samce, jak i samice. Przy niedoborze pokarmu tworzą małe stada złożone z kilku osobników. Mogą obyć się bez dostępu do wody. Zapotrzebowanie na wodę zaspokajają ze spożywanego pokarmu. Ciekawym zachowaniem jakie reprezentuje koziołek skalny jest skubanie ziemi z termitier i podgryzanie kości w celu wzbogacenia diety o sole mineralne.